# Sonic Riders
Sonic Riders är ett spel för Gamecube Playstation 2, Xbox och Microsoft Windows. Dess mål är att spelfiguren Sonic åker på en svävande bräda som man ska styra igenom banorna. Han får en rival som heter Jet och han har med sig ett gäng som också åker på svävande brädor.